# Grota lui Iustin Karmaliuk
Grota lui Iustin Karmaliuk este un monument amplasat în Valea Adîncă, Unitățile Administrativ-Teritoriale din Stînga Nistrului, Republica Moldova. Este un monument istoric de importanță națională inclus în Registrul monumentelor Republicii Moldova ocrotite de stat cu nr. 324 (raionul Camenca). Datează de la înc. sec. XIX.